# Lipinka (district d'Olomouc)
Pour les articles homonymes, voir Lipinka.
Lipinka (en allemand : Lepinke) est une commune du district et de la région d'Olomouc, en République tchèque. Sa population s'élevait à 194 habitants en 2023.

## Géographie
Lipinka se trouve à 9 km au nord-ouest d'Uničov, à 31 km au nord-nord-ouest d'Olomouc, à 88 km à l'ouest d'Ostrava et à 190 km à l'est-sud-est de Prague.
La commune est limitée par Klopina au nord-ouest et au nord, par Nová Hradečná à l'est, et par Troubelice au sud-est, au sud et au sud-ouest.

## Histoire
La première mention écrite de la localité date de 1450.

## Galerie

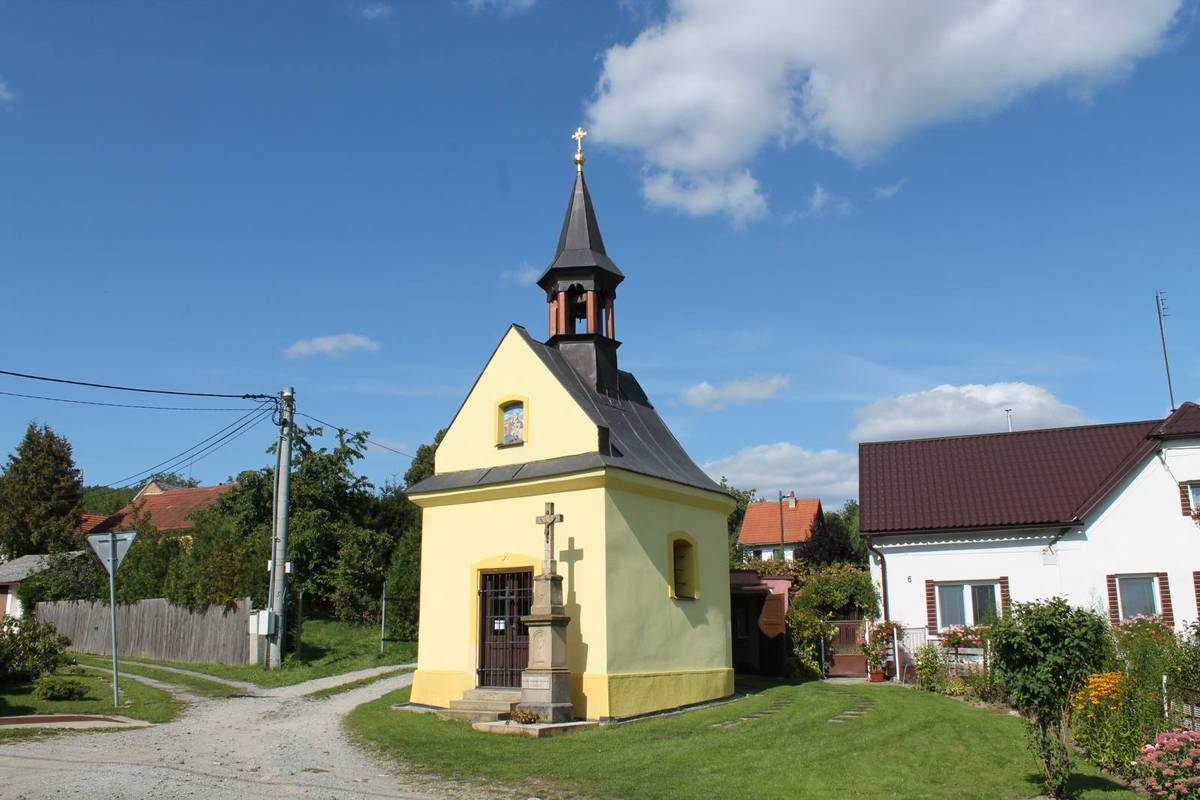
Chapelle à Lipinka.
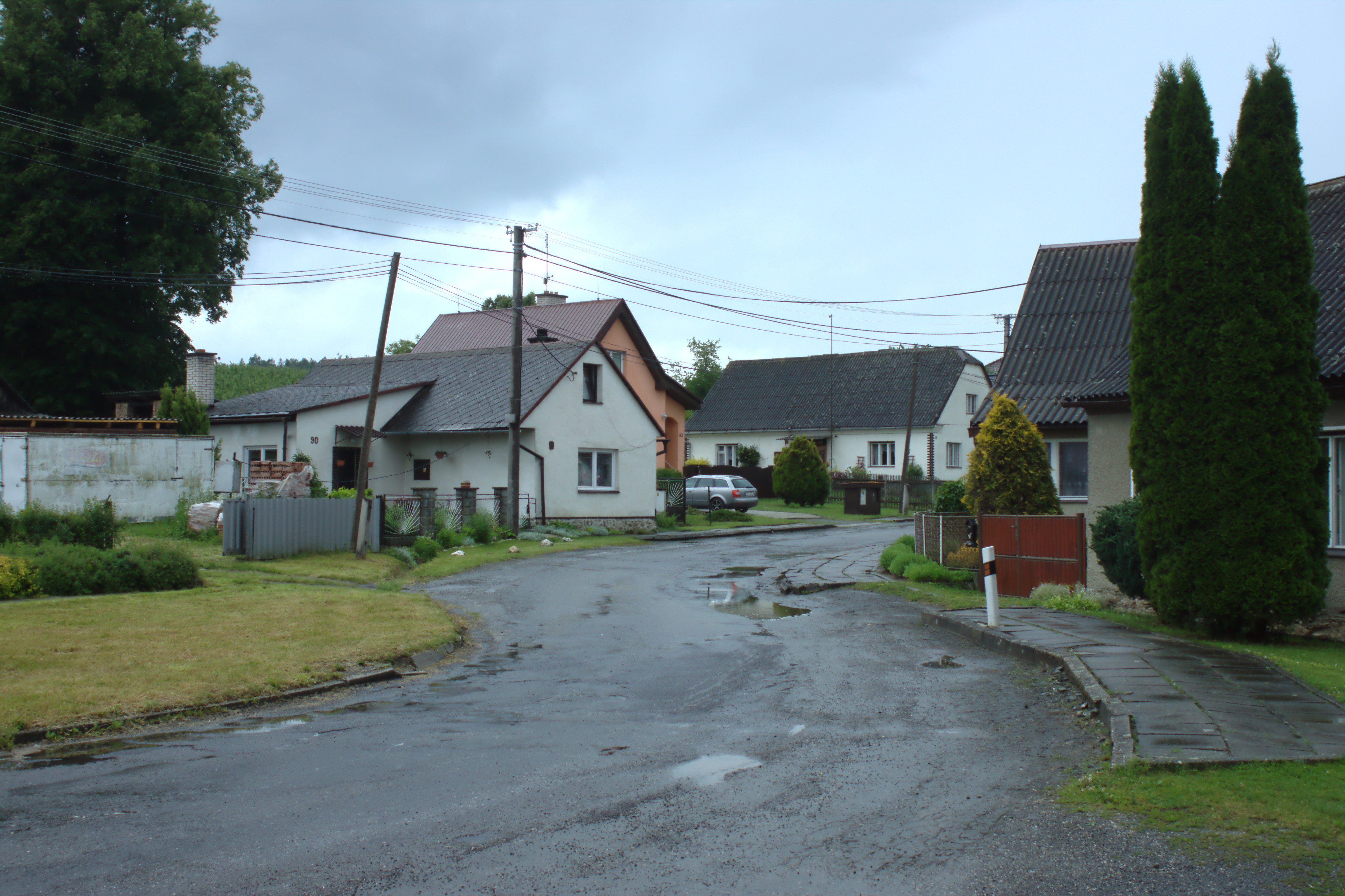
Rue de Lipinka.

## Transports
Par la route, Lipinka se trouve à 12 km d'Uničov, à 39 km d'Olomouc, à 116 km d'Ostrava et à 241 km de Prague.